# Acanthofungus rimosus
Acanthofungus rimosus är en svampart som beskrevs av Sheng H. Wu, Boidin & C.Y. Chien 2000. Acanthofungus rimosus ingår i släktet Acanthofungus och familjen Stereaceae.   Inga underarter finns listade i Catalogue of Life.